# 小顎

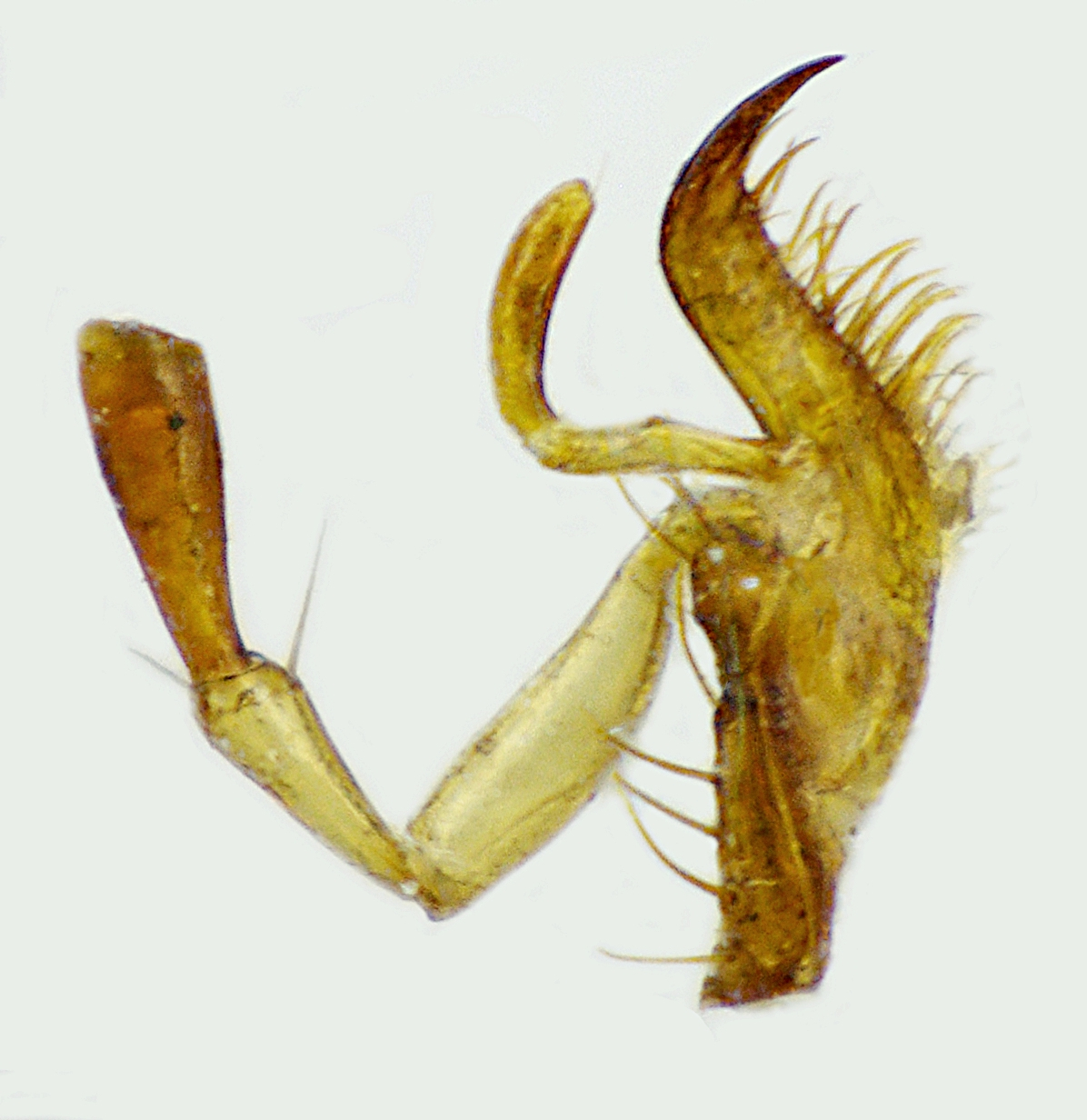
キベリマルクビゴミムシの小顎

小顎（こあご、しょうがく、maxilla、複数形：maxillae）とは、大顎類の節足動物に特有の付属肢（関節肢）である。基本として2対をもち、口器を構成する器官の1つである。

## 概要
大顎類の節足動物、いわゆる多足類・甲殻類・六脚類の頭部は、基本として口器に特化した3対の付属肢（関節肢）をもつ。そのうち最初の1対は大顎（mandible）、残りの2対は小顎（maxilla）である。2対の小顎のうち、前の1対は第1小顎（first maxilla）、後ろの1対は第2小顎（second maxilla）と呼ばれる。甲殻類の場合、英語では前者は「maxillula」、後者は単に「maxilla」とも呼ばれる。
多くの場合、小顎は摂食や感覚に用いられる器官であるが、その形態は分類群によって異なり、二次的に退化消失した場合もある。

## 対応関係
第1小顎と第2小顎は発生学的にそれぞれ第4と第5体節由来の付属肢であり、第3体節由来の大顎の直後に配置される。そのため、先節と第1-5体節でできた大顎類の頭部の中で、小顎は最終2対の付属肢である。
| 体節：   | 先節 | 1       | 2                | 3    | 4       | 5            |
| -------- | ---- | ------- | ---------------- | ---- | ------- | ------------ |
| 付属肢： | 上唇 | 第1触角 | 第2触角/（退化） | 大顎 | 第1小顎 | 第2小顎/下唇 |

## 多足類

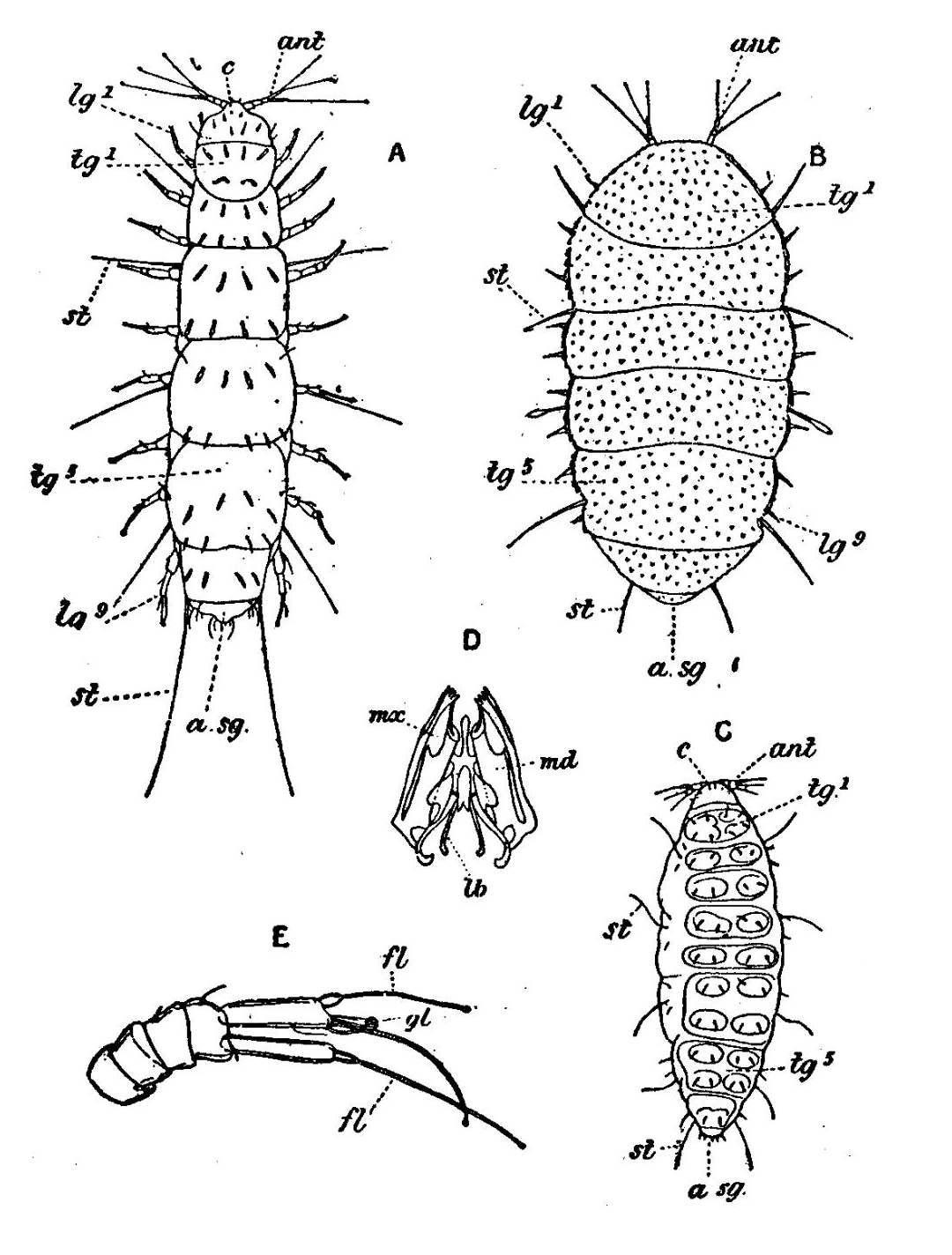
エダヒゲムシの口器（D）
小顎：mx

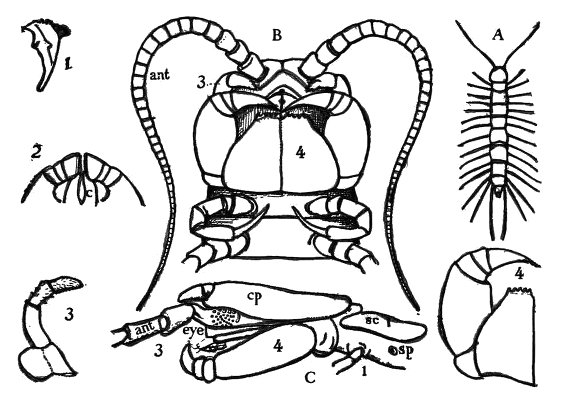
イシムカデ類の第1小顎（2）、第2小顎（3）、および顎肢（4）
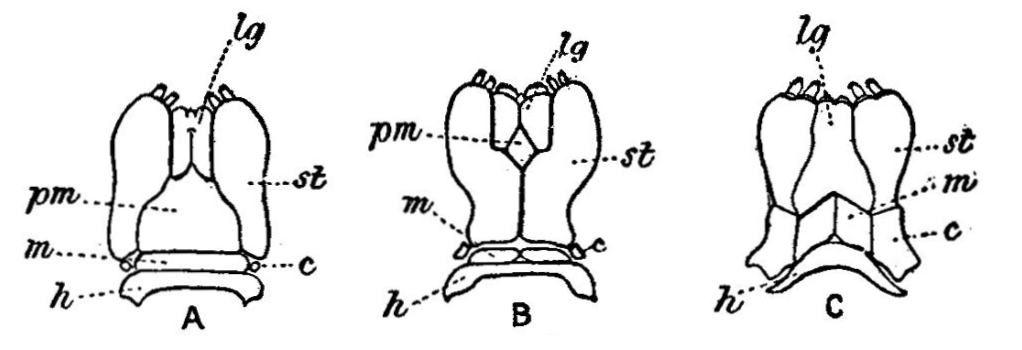
様々なヤスデの顎唇（第1小顎）

多足類の小顎の特徴は次の通り。
- ムカデの小顎はいずれも基部が癒合して基胸板をなしているが、前後2対はそれぞれ異なった形態をとる[5]。第1小顎は平板状で直前の大顎を覆い、ムカデの口腔の下部をなす[6]。第2小顎は歩脚状で、側気門類（ゲジ類以外のムカデ）ではその先端が爪やブラシ状の構造がある[5]。
- ヤスデの第2小顎は退化消失し、残りの第1小顎は左右癒合して1枚の平板状の顎唇（gnathochilarium）となる[7][8]。これは左右の大顎と前方の上唇に併せてヤスデの口腔を構成する[9]。
- エダヒゲムシはヤスデのように第2小顎を失い、左右癒合した第1小顎のみをもつ[7][8]。
- コムカデの第2小顎は六脚類のように、左右癒合して1枚の下唇らしき板状構造体となる[10]。

## 甲殻類

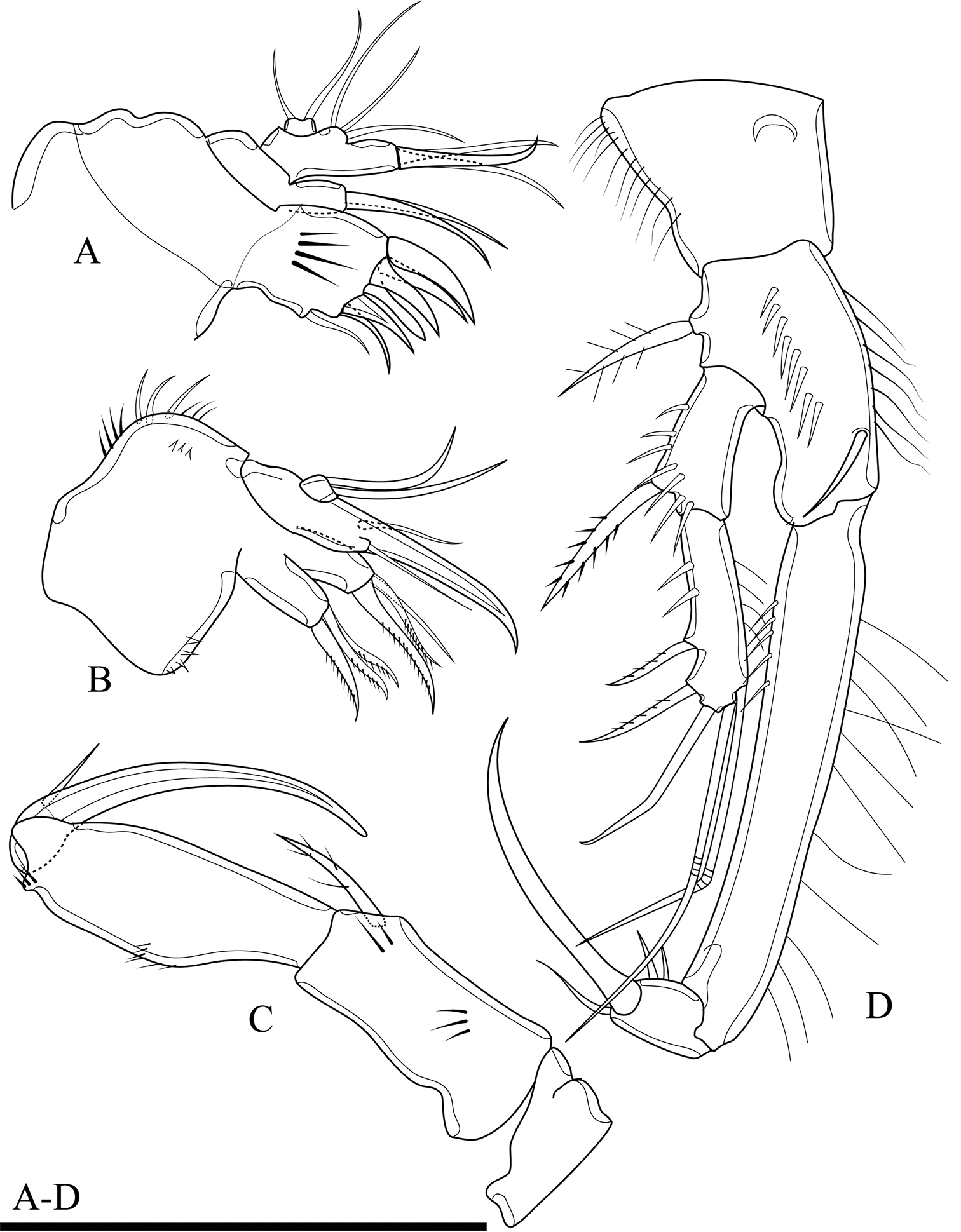
カイアシ類の1種の第1小顎（A）と第2小顎（B）
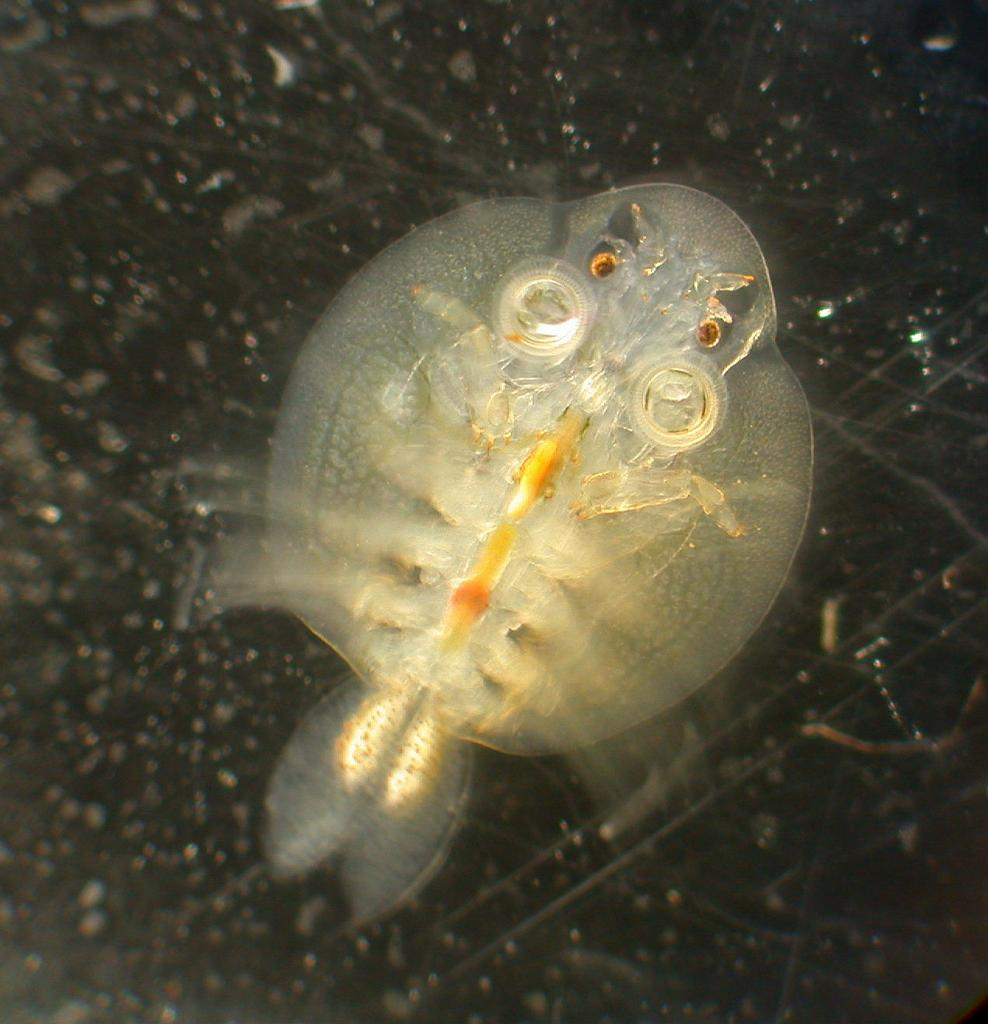
1対の丸い吸盤に変化した第1小顎をもつ鰓尾類
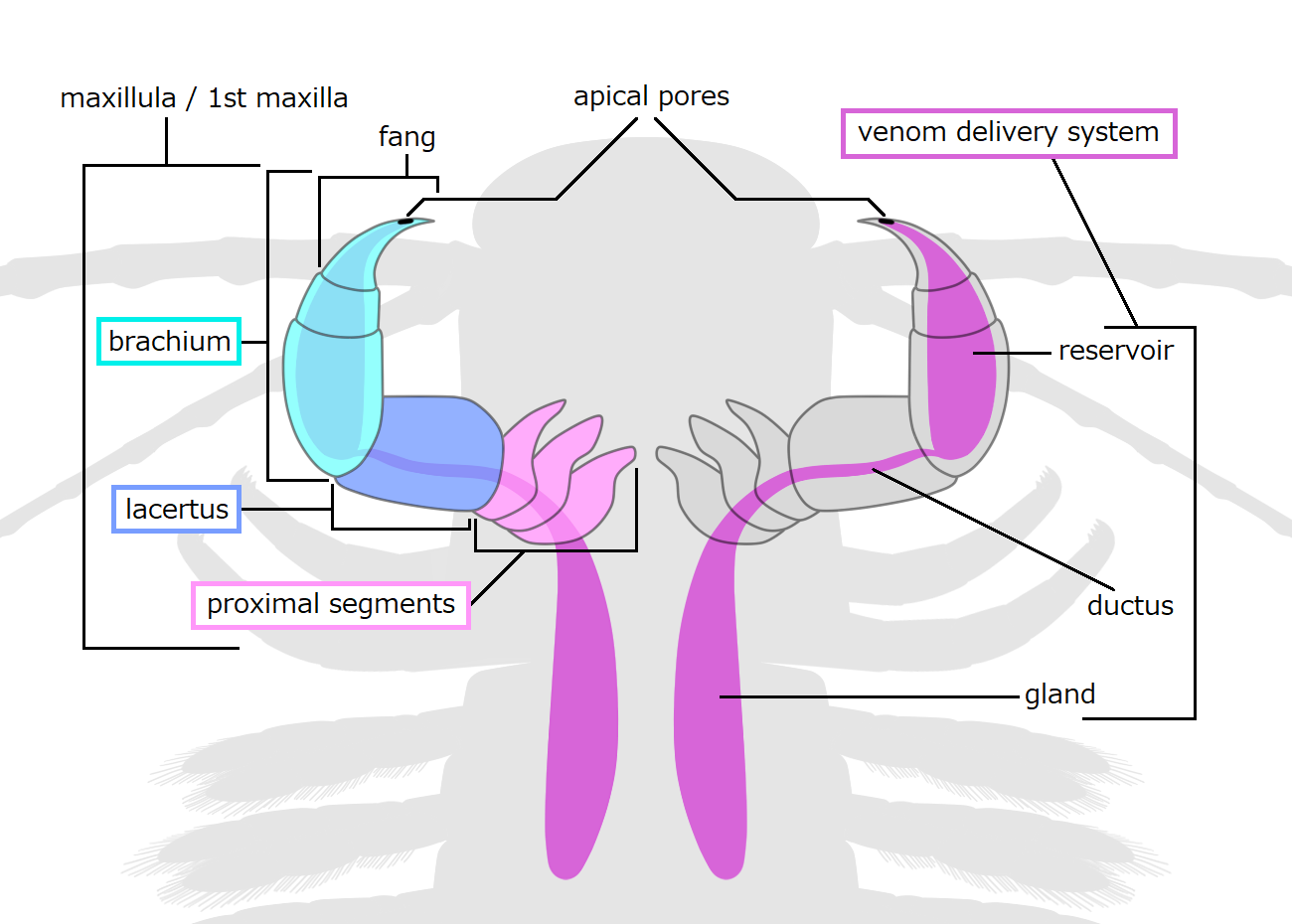
強大な毒牙に変化したムカデエビの第1小顎

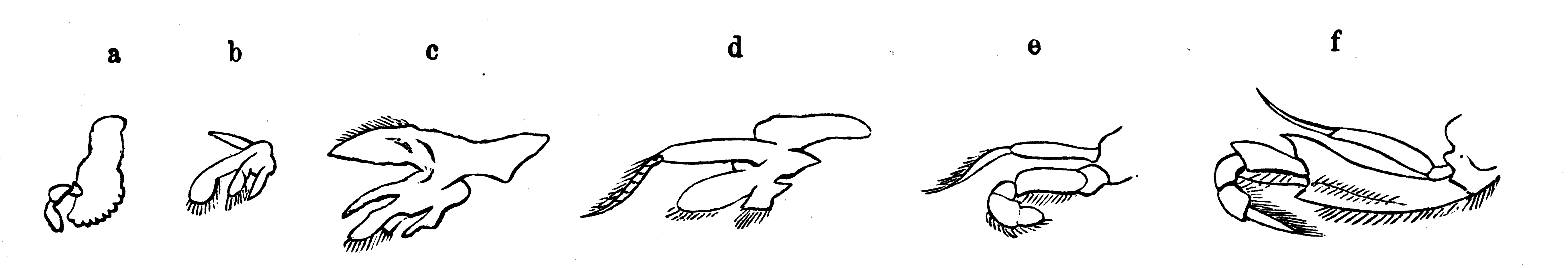
ヨーロッパザリガニの第1小顎（b）と第2小顎（c）

甲殻類の小顎は他の付属肢のように、基本として外肢と内肢をもつニ叉型である。ただしその形態は分類群によって様々で、単枝型となったり、単純の葉状から頑丈な爪状まで多岐にわたる。通常は摂食に用いられるが、別の機能に向けて特化した場合もある。例えば寄生性の甲殻類である鰓尾類（ウオジラミ）は第1小顎が鉤状の爪もしくは丸い吸盤に特化し、それを使って魚などの宿主の体表にくっつける。ムカデエビの第1小顎は強大な牙となり、甲殻類として例外的に毒腺をもつ。

## 六脚類

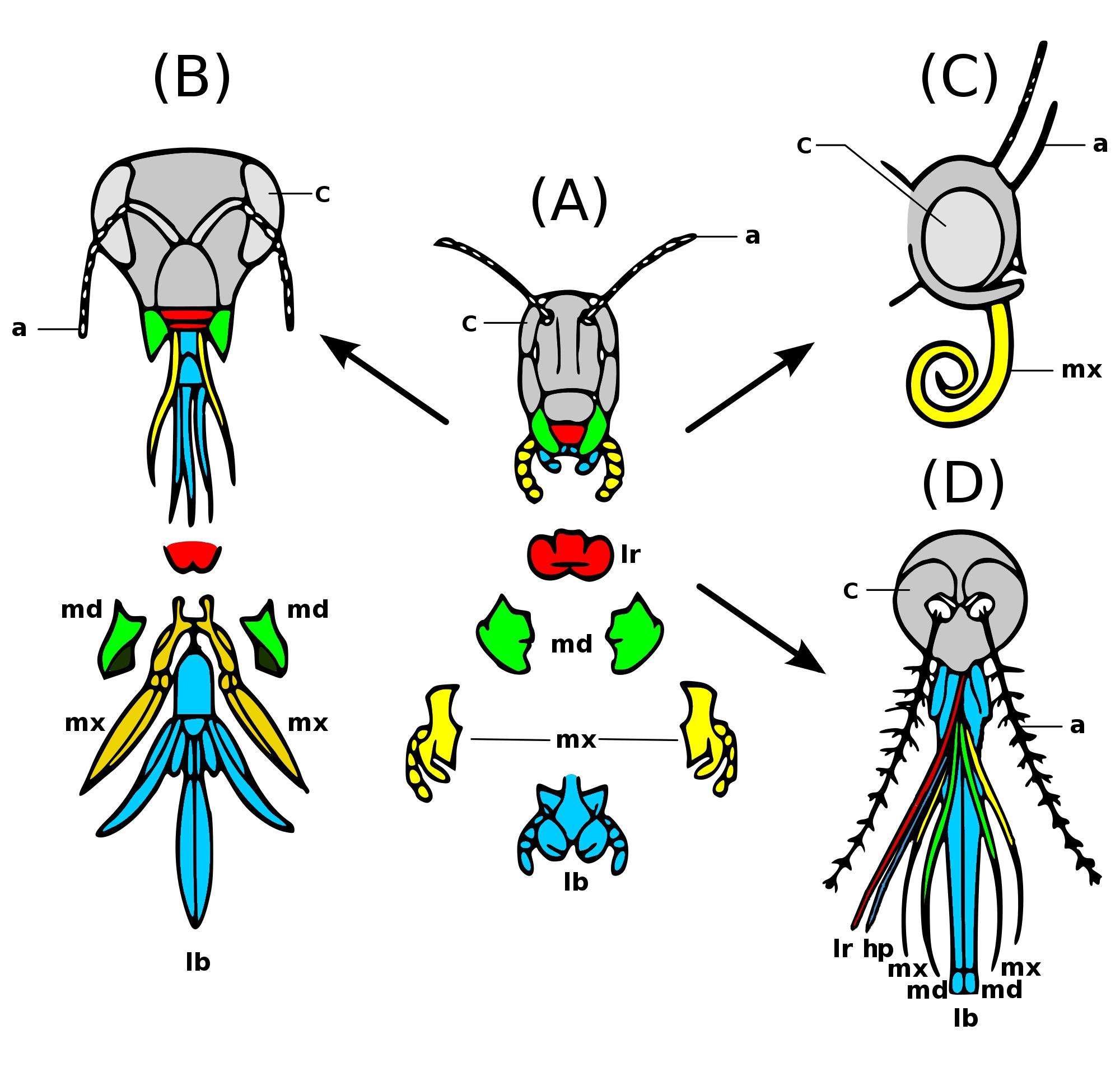
様々な昆虫の小顎（mx、黄）と下唇（lb、青）

六脚類の場合、第1小顎は単に「小顎」といい、第2小顎は基部が左右癒合して下唇（labium）となる。内顎類（トビムシ、カマアシムシ、コムシ）の場合、小顎は大顎と共に頭部に内蔵されて目立たない。昆虫の場合、小顎と下唇は基本として外面に露出し、複雑な構造をもつ。小顎の基節（coxa）は軸節（cardo）と蝶咬節（stripes）からなり、蝶咬節の先端は外葉（galea）と内葉（lacinia）という2枚の附属体をもち、残りの肢節は外側で小顎髭（小顎肢、maxillary palp）となる。下唇は前後で下唇後基節（postmentum）と下唇前基節（prementum）に分かれ、先端中央は中舌（glossa）と側舌（paraglossa）、残りの肢節は左右で下唇髭（下唇肢、labial palp）となる。

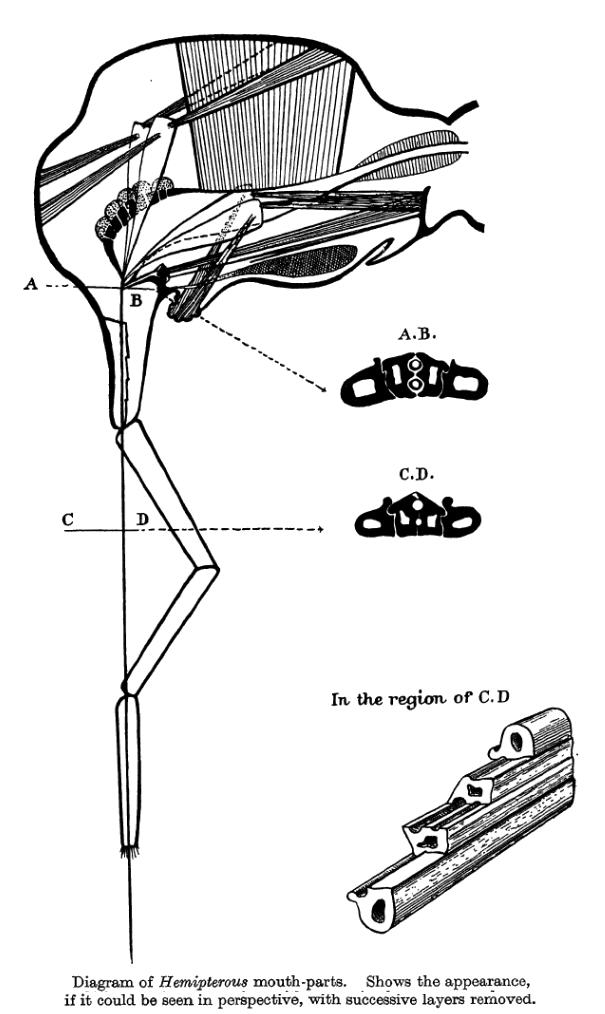
半翅類の口針
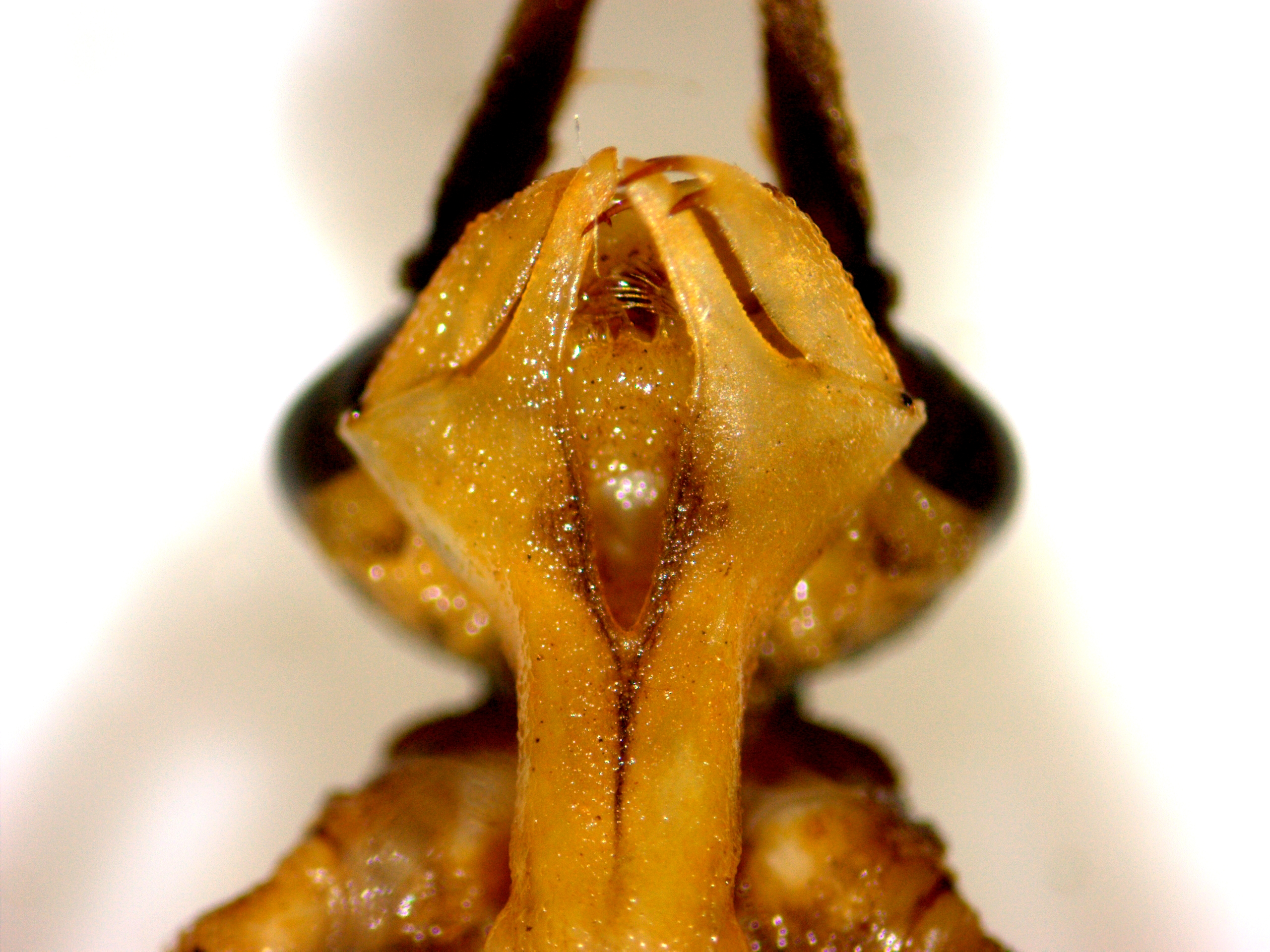
アオハダトンボ属の1種の下唇
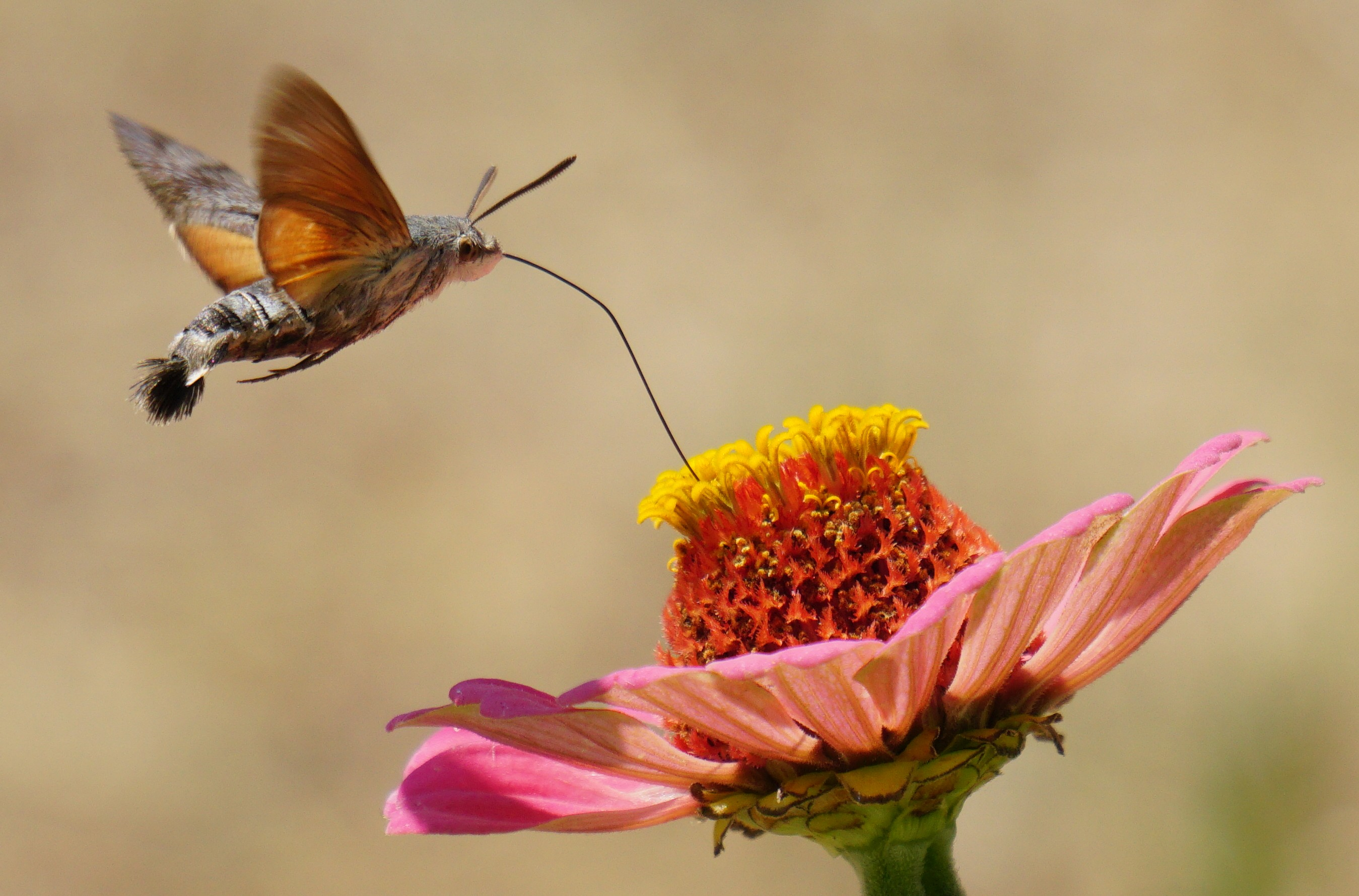
口吻を伸ばして吸蜜するホウジャク

昆虫の小顎と下唇は基本として咀嚼に適した形態をもつが、分類群や機能に応じて様々な形態に特化した例が多く見られる。例えば半翅類（カメムシ、セミなど）とカの下唇は鞘のように針状の小顎と大顎を包み、液体状の餌を吸い取るのに適した口針となる。トンボの幼虫（ヤゴ）は下唇が1本の腕のように発達し、先端の下唇髭が噛み合わせた捕獲器となる。鱗翅類（ガとチョウ）の小顎外葉は極端に伸長し、左右併せて花蜜などを吸い出せる1本の口吻となる。